# Simaetha thoracica
Simaetha thoracica là một loài nhện trong họ Salticidae.
Loài này thuộc chi Simaetha. Simaetha thoracica được Tord Tamerlan Teodor Thorell miêu tả năm 1881.